# Sara R. Farris

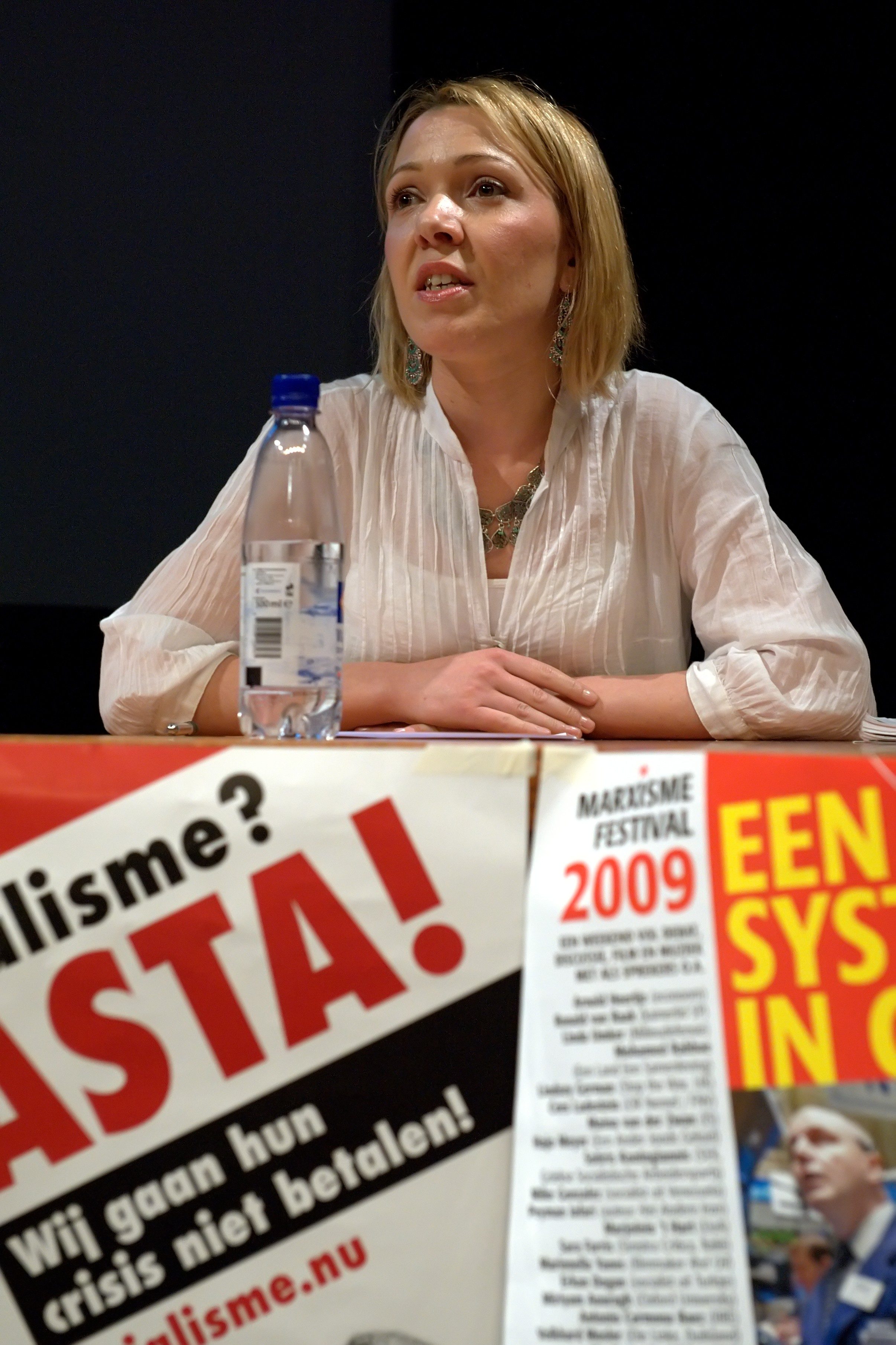
Sara R. Farris bei einem Podiumsgespräch in Amsterdam 2009

Sara R. Farris ist eine italienische Soziologin und Hochschullehrerin, die als Reader am Goldsmiths College arbeitet. Sie prägte den Begriff des „Femonationalismus“, der die strategische Nutzung feministischer Argumente zur Unterstützung rassistischer und fremdenfeindlicher Politiken beschreibt.

## Leben
Farris wuchs in Sardinien auf, wo sie das Liceo classico besuchte. Sie absolvierte 2003 ihr Soziologiestudium an der Universität La Sapienza in Rom mit Auszeichnung (Laurea cum summa laude) und wurde im selben Jahr für ihre empirische Abschlussarbeit über Migration mit dem Preis der „Gianni Statera Foundation“ für die beste Forschung zum Thema Einwanderung ausgezeichnet. Im Anschluss promovierte sie von 2003 bis 2007 an der Fakultät für Soziologie derselben Universität im Bereich Sozialforschung und soziologische Methodologie (RISMES).
Während ihrer Promotionszeit und im Anschluss daran war Farris an mehreren internationalen Institutionen tätig. 2006 war sie Visiting Fellow am Goldsmiths College in London, 2007/08 Forschungsstipendiatin am Internationalen Institut für Sozialgeschichte in Amsterdam, 2008 Stipendiatin des Deutschen Akademischen Austauschdienstes (DAAD) an der Humboldt-Universität zu Berlin. 2009 forschte sie an der Jan van Eyck Academie in Maastricht, 2010 am Institut für Frauengeschichte „Aletta“ in Amsterdam im Rahmen eines von der Europäischen Kommission geförderten Forschungsstipendiums.
Neben ihrer Forschungstätigkeit lehrte Farris ab 2010 unter anderem an der Graduate School of Social Sciences der Universität Amsterdam sowie am Amsterdam University College. Dort unterrichtete sie zu Themen wie „Gender, Migration and Development“ und „Contemporary Social Theory“. Später wurde sie Dozentin am Soziologie-Institut des Goldsmiths College, wo sie heute als Ko-Direktorin des PhD-Programms sowie als Vorsitzende des Antirassismus-Komitees tätig ist. 2019 hielt sie die Gender Lecture an der Universität Marburg.
Neben Forschung und Lehre schreibt sie bisweilen auch Beiträge in Jacobin und Al Jazeera.

## Forschung und Beiträge
Sara R. Farris beschäftigt sich in ihrer Forschung mit Fragen an der Schnittstelle von Feminismus, Rassismus, Migration, Neoliberalismus und Marxismus. Sie hat den Begriff des Femonationalismus geprägt. Ihr Konzept des Femonationalismus, inspiriert von Jasbir Puars Forschung zu Homonationalismus, beschreibt einerseits eine Instrumentalisierung feministischer Diskurse durch nationalistische und neoliberale Akteure in Kampagnen gegen Muslime und Migranten im Namen von Geschlechtergerechtigkeit, andererseits auch die Beteiligung mancher feministischer Akteurinnen an der ihrer Ansicht nach pauschalen Stigmatisierung muslimischer Männer. Ihr Buch In the Name of Women's Rights: The Rise of Femonationalism (2017) wurde in sieben Sprachen übersetzt und wurde in mehreren wissenschaftlichen Publikationen positiv besprochen, so etwa im American Journal of Sociology. Das Konzept fand auch in der allgemeinen Publizistik Beachtung: So konstatierte Edna Bonhomme in der Wochenzeitschrift The Nation 2019  mit Bezug auf Farris einen beunruhigenden Aufstieg („Disturbing Rise“) des Femonationalismus bei rechten Parteien in Europa, darunter der deutschen AfD (Nicole Höchst, Alice Weidel).
Farris argumentiert, dass die ökonomische Integration migrantischer Frauen in Westeuropa, etwa in Form prekärer Care-Arbeit wie Altenpflege oder Hausarbeit, nicht zwangsläufig zu deren Emanzipation führe. Vielmehr würden feministische Rhetoriken teilweise genutzt, um Arbeitskräfte im Niedriglohnsektor zu mobilisieren, was strukturelle Ungleichheiten reproduziere.
Neben ihren Studien zum Femonationalismus forscht Farris auch zur marxistischen Theorie, insbesondere zur Rolle von Frauen in kapitalistischen Ökonomien.

## Veröffentlichungen

### Monografien
- Max Weber's Theory of Personality: Individuation, Politics and Orientalism in the Sociology of Religion. Leiden: Brill, 2013. ISBN 978-90-04-25409-1.
- In the Name of Women's Rights: The Rise of Femonationalism. Durham und London: Duke University Press, 2017. ISBN 978-0-8223-6974-5.

### Herausgeberschaften
- mit Katja Diefenbach, Gal Kirn, Peter D. Thomas (Hrsg.): Encountering Althusser. Politics and Materialism in Contemporary Radical Thought. Bloomsbury, London u. a. 2013, ISBN 978-1-4411-5213-8.
- Returns of Marxism. Marxist Theory in a Time of Crisis, Haymarket Books, Chicago 2016.
- Mitherausgeberin: The SAGE Handbook of Marxism, SAGE Publications, London 2021.

### Übersetzung
- (aus dem Italienischen, mit Peter D. Thomas): Massimiliano Tomba: Marx's Temporalities, Brill, Leiden u. Boston 2013.

### Wissenschaftliche Artikel (Auswahl)
- Farris, Sara R. (2012): „Femonationalism and the ‘Regular’ Army of Labor Called Migrant Women“. History of the Present, 2(2), S. 184–199. doi:10.5406/historypresent.2.2.0184
- Farris, Sara R. (2015): „Migrants' Regular Army of Labour: Gender Dimensions of the Impact of the Global Economic Crisis on Migrant Labor in Western Europe“. The Sociological Review, 63(1), S. 121–143. doi:10.1111/1467-954X.12185
- Farris, Sara R.; Marchetti, Sabrina (2017): „From the Commodification to the Corporatization of Care: European Perspectives and Debates“. Social Politics, 24(2), S. 109–131. doi:10.1093/sp/jxx003